# Scotopteryx fissiferata
Scotopteryx fissiferata là một loài bướm đêm trong họ Geometridae.